# Agroar Carga Aérea
Agroar Carga Aérea — бывшая португальская грузовая авиакомпания со штаб-квартирой в городе Эвора.

## История
Компания начала свою деятельность в 1992 году с контрактов в области сельского хозяйства. В течение следующих лет по мере развития индустрии коммерческой авиации авиакомпания начала выполнение грузовых рейсов на самолётах Boeing 737—300 между аэропортами Лиссабона и Фуншала.
До 2005 года все самолёты, используемые Agroar Carga Aérea, находятся в аренде из испанской грузовой авиакомпании Flyant.
Помимо услуг в основной деятельности перевозки грузов, Agroar Carga Aérea работала по контрактам с правительственными структурами и частным бизнесом в проведении аэрофотосьёмок, тушении лесных пожаров, ремонту и обслуживанию воздушных судов, перевозки парашютистов и прочих видах деятельности.
В 2005 году Agroar Carga Aérea прекратила операционную деятельность, объявив себя банкротом.